# Planetologi
Planetologi (eller planetarisk videnskab) er den gren af astronomien, der beskæftiger sig med det videnskabelige studium af planeter og måner – i særdeleshed de, der hører til Solsystemet – og planetsystemer, samt processerne, der danner dem.

## Fodnoter
1. ↑  Planetology – Definition and More from the Free Merriam-Webster Dictionary

| Astronomi | Spire Denne artikel om astronomi er en spire som bør udbygges. Du er velkommen til at hjælpe Wikipedia ved at udvide den. |